# Economia de rede
A economia de rede é a ordem econômica emergente dentro da sociedade da informação. O nome deriva de um atributo-chave - produtos e serviços são criados e o valor é adicionado através de redes sociais que operam em escalas grandes ou globais. Isso contrasta fortemente com as economias da era industrial, nas quais o direito de propriedade sobre patrimônios físicos ou propriedades intelectuais deriva de seu desenvolvimento por uma única empresa. Modelos de negócios para captura de direitos de propriedade por valor embutido em produtos e serviços criados por redes sociais estão sendo amplamente explorados atualmente.

## Rede de economia
A economia de rede pode ser vista de várias perspectivas: transição da economia industrial, infraestrutura digital e de informação, escala global, redes de valor e direitos de propriedade intelectual.
Do ponto de vista da transição, Malone e Laubacher (1998) indicam que a Revolução da informação mudou a natureza da atividade empresarial. Como a informação pode ser compartilhada instantânea e economicamente em escala global, o valor da tomada de decisões centralizada e das burocracias caras é bastante reduzido. Brand (1999) aponta que o comércio está sendo acelerado pelas revoluções digital e da rede e que o papel do comércio é tanto explorar quanto absorver esses choques. Alguns esforços devem se concentrar no desenvolvimento de novas infraestruturas, enquanto outras atividades enfatizarão a governança e a cultura em evolução. Rifkin (2000) observa que o setor imobiliário tornou-se um fardo comercial em mercados baseados em rede.
Do ponto de vista da infraestrutura, Tapscott (1996) compara as redes de informação da nova economia com as rodovias e a rede elétrica da economia industrial. Ele sugere que nenhum país pode ter sucesso sem uma infra-estrutura eletrônica de última geração. Schwartz (1999) escreve que, no futuro, as grandes empresas gerenciarão suas compras, faturamento, troca de documentos e logística por meio de redes globais que conectam um bilhão de dispositivos de computação.
Em escalas globais, Tapscott (1996) indica que as empresas podem fornecer serviço 24 horas, pois as solicitações dos clientes são transferidas de um fuso horário para outro, sem que os clientes estejam cientes de que o trabalho está sendo feito no outro lado do mundo. Boyett e Boyett (2001) apontam que quanto maior a rede, maior o seu valor e desejabilidade. Em uma economia em rede, o sucesso gera mais sucesso.
Kelly (1998) afirma que, em uma economia de rede, o valor é criado e compartilhado por todos os membros de uma rede, e não por empresas individuais, e que economias de escala derivam do tamanho da rede - não da empresa. Da mesma forma, como o valor flui da conectividade, Boyett e Boyett (2001) apontam que um sistema aberto é preferível a um sistema fechado, porque os primeiros geralmente têm mais nós. Eles também indicam que tais redes estão desfocando os limites entre uma empresa e seu ambiente.
Para explicar melhor os incentivos à produtividade, Yochai Benkler  observa que as medidas de valor para a produção social devem levar em consideração recompensas extrínsecas (por exemplo, monetárias) e intrínsecas (por exemplo, satisfação pessoal), com a última dando maior ênfase à economia de rede. Citando Barton Beebe, Gabriella Coleman sugere que o trabalho dentro da economia em rede fala da “promessa utópica do trabalho não alienado, do florescimento humano através da produção criativa e auto-realizável”
Uma economia de rede levanta questões importantes em relação à propriedade intelectual. Shapiro e Varian (1999) explicam que uma vez que uma primeira cópia da informação tenha sido produzida, a produção de cópias adicionais não custa virtualmente nada. Rifkin (2000) propõe que, à medida que os mercados abrem caminho para as redes, a propriedade está sendo substituída pelos direitos de acesso, porque a propriedade torna-se cada vez mais marginal ao sucesso dos negócios e ao progresso econômico.